# Natalia Korolevska
Natalia Korolevska (ukrainien : Наталія Юріївна Королевська), née le 18 mai 1975 à Krasnyi Luch, est une femme politique ukrainienne. 
Elle est la Ministre de la Politique sociale de 2012 à 2014, dans le gouvernement Azarov II. Depuis décembre 2011, elle est la présidente du Parti social-démocrate ukrainien, rebaptisé en son nom en mars 2012,.

## Biographie

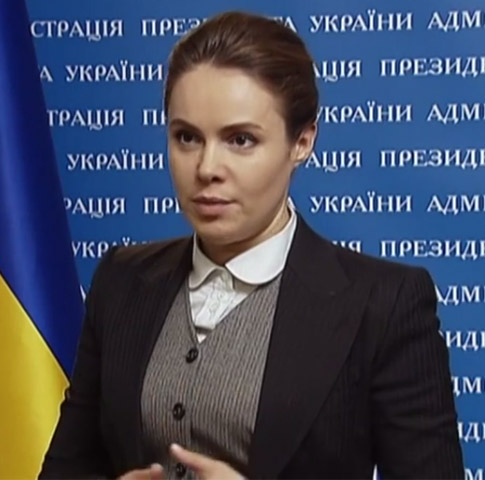

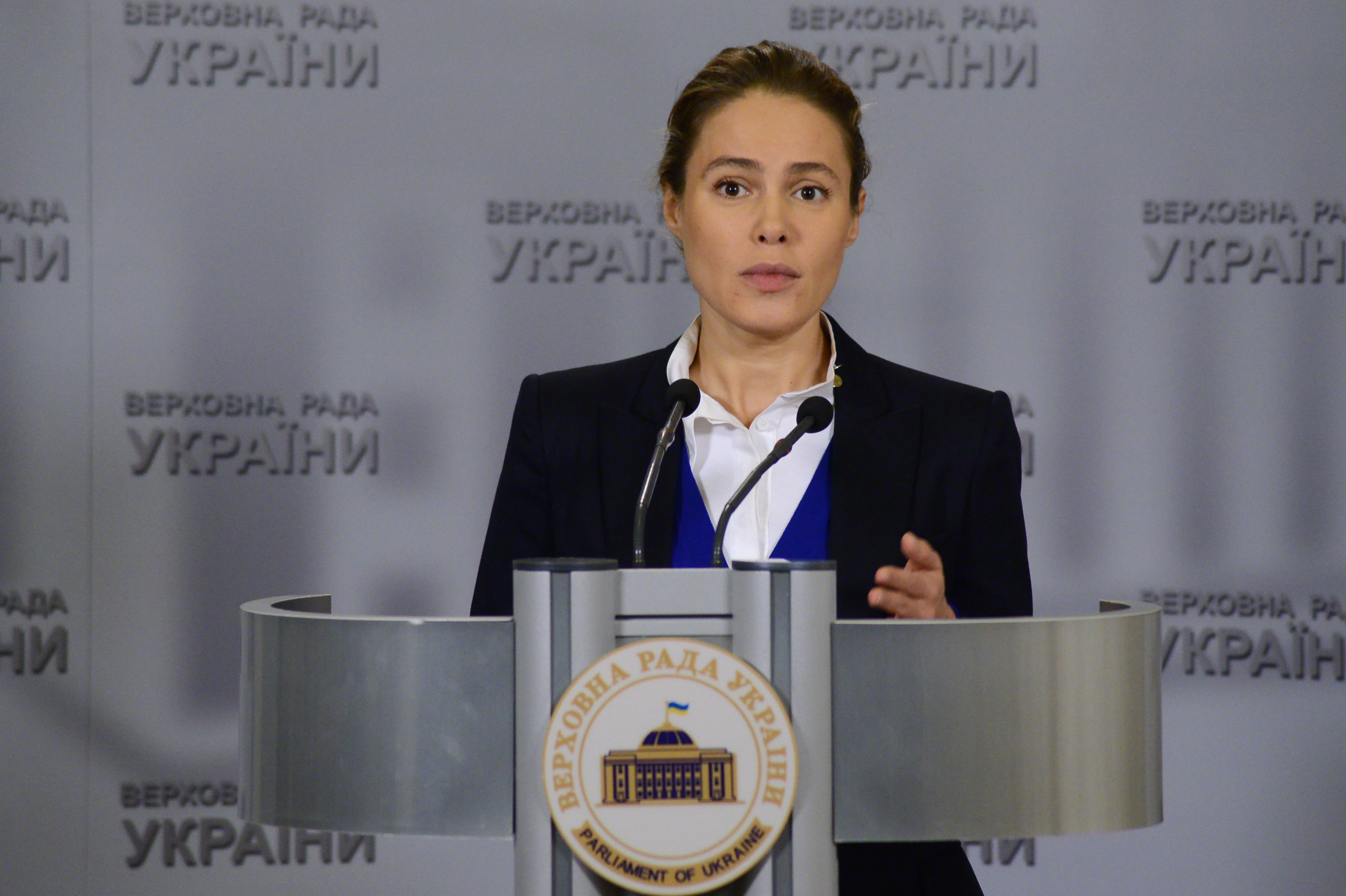

Korolevska est née en ex-URSS en 1975. Son père est mineur, sa mère enseignante. Elle est diplômée de l'université nationale est-ukrainienne en 1997, et de la faculté de management de l'université de Donetsk en 2002. Korolevska fait ses débuts dans l'entreprise créée par son frère aîné Kostiantyn et une carrière remarquée dans le privé.
De 2002 à 2006, Korolevska est députée au parlement régional de Lougansk. Lors de l'élection présidentielle de 2004, elle soutient Victor Ianoukovitch,. Korolevska est membre du Conseil des entrepreneurs, installé par le gouvernement, de 2003 à 2005.
Korolevska rejoint l'Union panukrainienne « Patrie »,  principale composante du Bloc Ioulia Tymochenko, et entre dans la vie politique nationale. Elle est élue à la Verkhovna Rada (le parlement ukrainien) en 2006 et 2007. Elle préside la commission de l'industrie et de l'entrepreneuriat,,,,.
Korolevska représente son parti au congrès du Parti populaire Européen, en décembre 2011, en l'absence de Ioulia Tymochenko,.
Le 23 décembre, elle est élue présidente du Parti social-démocrate ukrainien.
Le 14 mars 2012, Korolevska et son parti sont exclus du Bloc Ioulia Timochenko, après avoir refusé de voter en faveur de l'inclusion d'une proposition à l'ordre du jour de la Verkhovna Rada, et pour son manque de coopération,. Deux députés du Bloc Ioulia Timochenko démissionnent en signe de protestation.
Le 22 mars 2012, le parti social-démocrate est renommé Parti de Natalia Korolevska "Ukraine - En avant !",. Aux élections législatives de 2012 il remporte 1,58 % des voix, et n'obtient donc aucune représentation parlementaire.
Malgré cela, le parti garde une certaine influence médiatique, et Korolevska est nommée Ministre de la Politique sociale par Ianoukovitch dans le deuxième gouvernement Azarov le 24 décembre 2012.
Le 24 février 2014, juste après la révolution de Maidan, le gouvernement démissionne.
Korolevska se déclare candidate à l'élection présidentielle ukrainienne de 2014,,, avant de renoncer.
Aux élections législatives ukrainiennes de 2014 Korolevska est réélue au parlement, sur la liste du Bloc d'opposition, dirigé par Iouri Boïko,, en même temps que son mari Yuri Solod,.
Le 17 janvier 2015, pendant la Guerre du Donbass, une enquête est ouverte à son sujet sur son implication présumée dans le financement des séparatistes,.